# Список эсперантистов года

Эсперантист года (эсп. Esperantisto de la Jaro) — почётное звание, присуждаемое ежегодно журналом La Ondo de Esperanto (с эсп. — «Волна эсперанто») с помощью международного жюри. Звание было учреждено в 1998 году. Инициативу поддержали представители различных направлений эсперантского сообщества и ряд независимых экспертов. В связи с отсутствием чётко и исчерпывающе сформулированных критериев присуждения звания, вердикт жюри нередко вызывает критику.

## Список титулованных
- 1998 год: Уильям Олд
- 1999 год: Кеппел Эндерби
- 2000 год[1]:
  - Ганс Беккер[эсп.]
  - Мавро Ла-Торре[эсп.]
  - Йоуко Линдстедт
- 2001 год[2]: Осмо Буллер[эсп.]
- 2002 год: Мишель Дюк Гониназ (работа над PIV2002)
- 2003 год: Дэвид ап Яго[эсп.]
- 2004 год: Гельмар Франк[эсп.]
- 2005 год: Поливас Егоровас[эсп.] (работа на UK 2005[эсп.])
- 2006 год: Бертило Венергрен (работа над Plena Manlibro de Esperanta Gramatiko)
- 2007 год: Питер Зилвар[эсп.]
- 2008 год: Илона Кутни (успешная и компетентная работа в Университете им. Адама Мицкевича)
- 2009 год: Александр Корженков (тщательное исследование жизни, работ и идей Заменгофа, в особенности книги «Homarano»)
- 2010 год: Каталин Ковач
- 2011 год: Денис Киф[эсп.] (популяризация эсперанто в Китае и создание проекта «Esperanto-Insulo» (эсп. Остров Эсперанто) в Хайнане)
- 2012 год: Петер Балаж
- 2013 год: Марк Феттес
- 2014 год: Мирейо Грожан[эсп.] (успешные действия в Африке, среди прочего — организация 5-го африканского эсперанто конгресса[эсп.], активная работа в организациях, титулована на 47-й международной конференции в Монтевидео[эсп.] в июле 2014 года; подготовила третий Глобального коллоквиума по преподаванию эсперанто[эсп.] в 2015 году)
- 2015 год: Чак Смит[эсп.] (широкое распространение Эсперанто в Интернете, запуск курса для англоговорящих на Duolingo)
- 2016 год: Стефан МакГилл[эсп.]
- 2017 год: Хуан Иньбао[эсп.][3]
- 2018 год: Хори Ясуо[эсп.][4]
- 2019 год: Анна Лёвенштайн[5]
- 2020 год: Фернандо Майя мл.[эсп.][6]